# Pourpoint
Le mot pourpoint (ne pas confondre avec jupon, doublet, houppelande, jaque, robe masculine)  a été utilisé depuis au moins le 12e siècle pour nommer plusieurs vêtements masculins,. Aujourd'hui, on appelle ces vêtements des gambisons.    

## Etymologie
"Pourpoint" est d'origine un mot médiévale issu du mot "pourpoindre" qui voulait dire piquer. Ceci étant issu du mot latin "perpunctus". On appelait ces vêtements ainsi parce qu'ils étaient rembourrés et piqués afin de garantir un certain niveau de protection au porteur qui pouvait, selon l'époque et le lieu, le porter sans armure, au dessus de l'armure, ou sous l'armure afin de la rendre plus confortable. 
Dans le "Pèlerinage de la vie humaine", il est dit qu'un pourpoint n'aillant pas été piqué "ne vaut rien".

## XIVesiècle

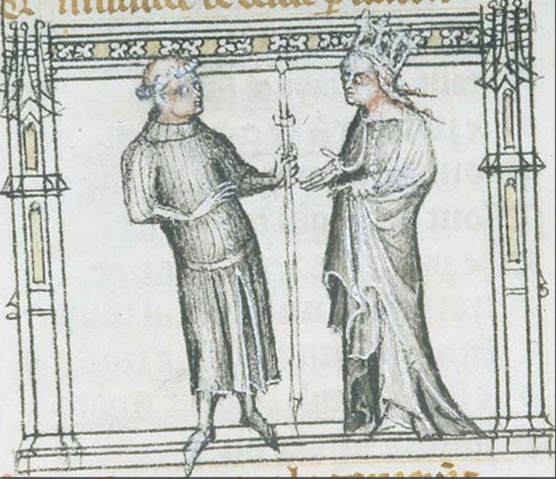
Pourpoint du milieu XIVe siècle dans Le Pèlerinage de la Vie Humaine".

Au milieu du XIVe siècle, le pourpoint devient plus moulant et sinueux, comme d'autre habits de l'époque dont la cote hardie. Ce mouvement vers des vêtements plus formés et mieux coupés mèneras à une invention marquant une rupture entre la mode tunique-esque de l'antiquité et du moyen-âge aux tendances élaborés du bas moyen-âge et de l'époque moderne,. 
Vers la fin du XIVe siècle (~années 1360), le pourpoint change de forme. Il n'est plus un gambison plat mais un vêtement coupé de telle manière à réduire la taille du porteur et à bomber la poitrine. On passe donc d'une silhouette droite et rectangulaire à une figure plus complexe et bombée,. On remarque d'autre caractères qui rendent cette habit unique comme les emmanchures type "grand assiette" et des manches étroites mais construites de telle façon a permettre le mouvement des coudes,.  

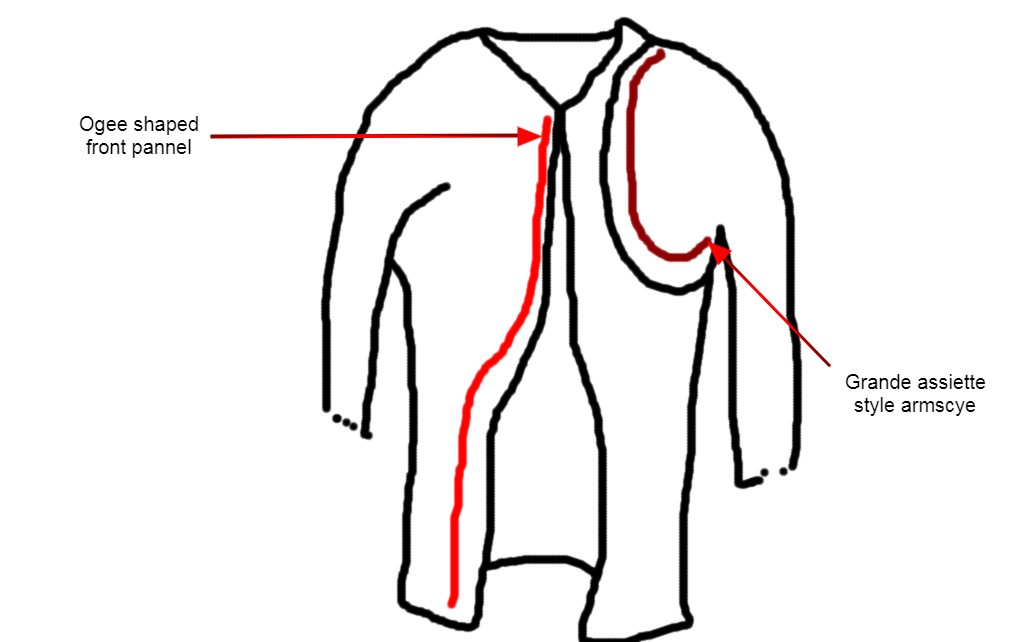
Schéma du Pourpoint de Charles de Blois

Le pourpoint a évolué cette forme afin de faciliter le port d'une nouvelle gamme d'armure qui apparut à la même époque: la cuirasse et les brigandines, des armures en plates bombées et  reposant sur la taille (afin de disperser le poids de l'armure en plates). Le pourpoint assume au XIVe siècle le rôle de préparer le corps au port de la cuirasse,. Mais il ne s'agit pas d'un vêtement uniquement militaire. Les pourpoints étaient aussi des habits somptueux utilisés par les nobles dans des contextes civiles. C'étaient des objets de luxe fabriqués par des artisans spécialisés, ce qui était souvent le cas pour les marchandises au moyen-âge,. Au 14e siècle une corporation de "pourpointiers" est reconnu pour la première fois à Paris.  Le tissu externe du pourpoint était souvent de qualité voir somptueux dont la laine, le futaine, le satin de soie et le lampas/brocade de soie et la toile de Reims. Pour comparer, les tissus intermédiaires, aillant une fonction plus pratique, étaient fabriqués à partir de lin ou possiblement certains types de laine comme le "blanchet" (terme général pour des tissus en laine blanc) ou le carisé (sergé blanc issu de l'Angleterre).
Avec l'arrivée du XVe siècle, le pourpoint évolue encore pour devenir ce qu'on appelle aujourd'hui le doublet. Le doublet est similaire au pourpoint et les deux termes étaient utilisés de manière plus ou moins interchangeable. Le doublet pouvait être porté sous l'armure(dans un contexte militaire), soit sous les vêtements afin de créer la silhouette à taille de guêpe. Mais la différence majeure est la fermeture par des lacés plutôt que des boutons. Aujourd'hui, le seul pourpoint du XIVe siècle aillant survécu est le pourpoint de Charles de Blois.  

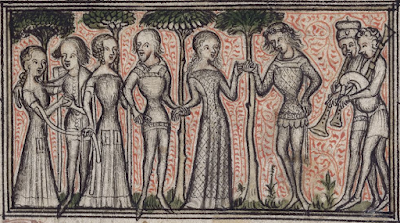
Hommes portant des pourpoints et des vêtements par dessus.
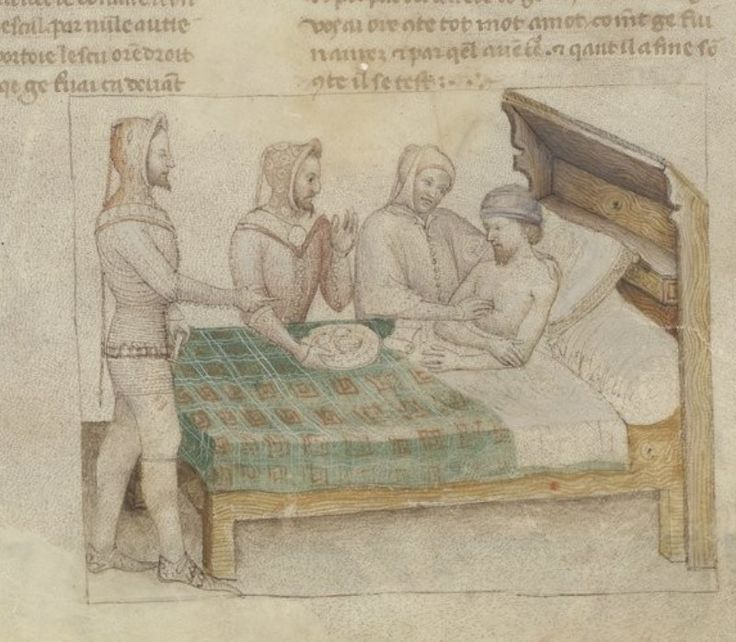
pourpoints et vêtements par dessus dans un manuscrit italien
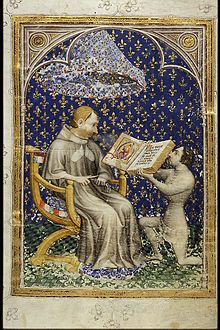
A droite. Un homme porte un pourpoint dans un manuscrit flamand.

## XVIIesiècle
Au XVIIe siècle, le pourpoint est porté court. La manche typique de cette période est pleine et coupée pour montrer la chemise en dessous ; un style plus récent la montre pleine et « panée », ou coupée juste en dessous du coude et bien ajustée en dessous. Des « points » décoratifs de rubans sont tirés à travers les œillets de la culotte et de la taille du pourpoint pour maintenir la culotte en place, et sont attachés en nœuds élaborés. 
Le pourpoint devient définitivement démodé au milieu du XVIIe siècle, lorsque Louis XIV lance un habit de cour consistant en un long justaucorps, un gilet, une cravate de dentelles, une perruque longue et des braies courtes (la culotte à la française) à rubans, formant l'ancêtre du costume moderne.

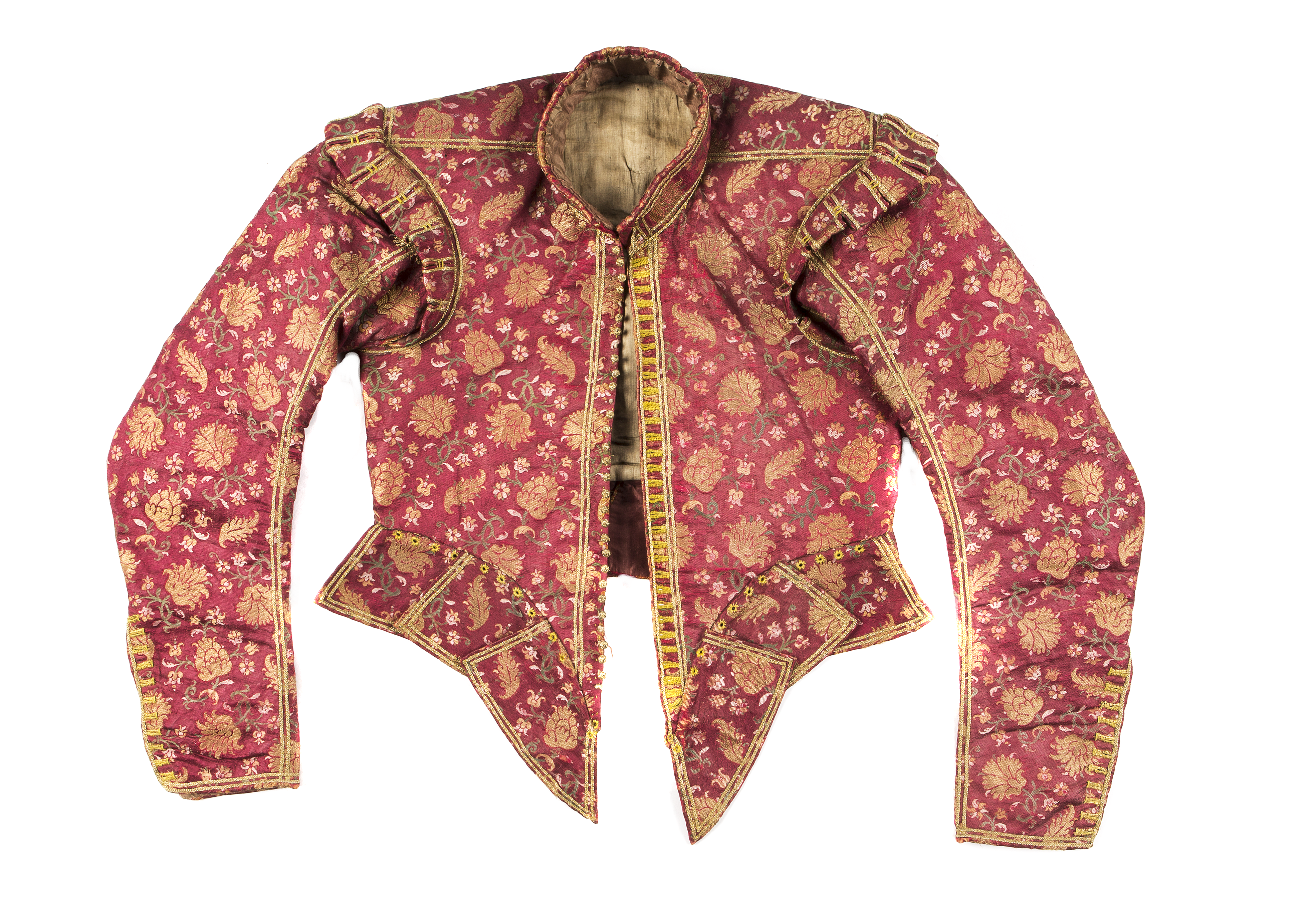
Pourpoint, vers 1610.